# Rick Allen
Richard John Cyril Allen (født 1. november 1963 Dronfield, England) en engelsk trommeslager, der er mest kendt som den enarmede trommeslager i rockbandet Def Leppard. 
Rick Allen begyndte i en alder af 9 år at spille trommer hos forskellige bands. Da Allen var 14, så han en annonce, hvor et band kaldet Def Leppard var på udkig efter en ny trommeslager til erstatning for Tony Kenning. "Leppard mister skind" var annoncens overskrift. Han sluttede sig senere til bandet i 1978. Året efter forlod han af skolen for at koncentrere sig om en karriere inden for musik.
Den 31. december 1984 var Allen involveret i et bilulykke med sin daværende kæreste Miriam Barendsen på landet nogle få kilometer vest for Sheffield. Mens han forsøgte at passere en Alfa Romeo i høj hastighed, mistede han kontrollen over sin Corvette C4, der ramte en stenmur og endte på en mark. Rick blev smidt ud af bilen, fordi hans sikkerhedssele var blevet spændt forkert, hvilket fik hans venstre arm til at blive skåret af. Efter sigende reagerede en kvinde, der boede i nærheden, på stedet for at hjælpe Rick og Miriam. Kvinden pakkede Ricks afskårne arm i is for at give de første respondenter. Hans kæreste blev påført hoved-, nakke- og rygsøjelskader fra svære piskesmæld. Lægerne fastgjorde oprindeligt Allens arm, men på grund af en infektion måtte den amputeres igen. Hans højre skulder blev også alvorligt brudt i ulykken. På trods af at han mistede armen, besluttede Allen at fortsætte med at spille trommer med Def Leppard og vedtog et specielt designet elektronisk trommesæt til at optræde med.